# 在広州日本国総領事館
在広州日本国総領事館（ざいこうしゅうにっぽんこくそうりょうじかん、中国語: 日本国驻广州总领事馆、英語: Consulate-General of Japan in Guangzhou）は、日本の総領事館で、外務省の特別の機関である。

## 所在地
〒510064 中華人民共和国広州市越秀区環市東路368号　花園大厦
中国語: 510064 中华人民共和国广州市越秀区环市东路368号　花园大厦
英語: Garden Tower, 368 Huanshi Dong Lu, Yuexiu District, Guangzhou, 510064, People's Republic of China

## 管轄地域
主に華南地域を管轄している。
- 広東省
- 福建省
- 広西チワン族自治区
- 海南省